# Lijst van rijksmonumenten in Bergharen
De plaats Bergharen telt 12 inschrijvingen in het rijksmonumentenregister. Hieronder een overzicht.
| Object | Oorspronkelijke functie?  | Bouwjaar               | Architect   | Locatie             | Coördinaten?                  | Nr.? | Afbeelding        |
| --- | ------------------------- | ---------------------- | ----------- | ------------------- | ----------------------------- | ---- | ----------------- |
| De Aaldert | Boerderij                 | 1716 (jaartalankers)   |             | Aaldert 2           | 51° 51' 25" NB, 5° 39' 14" OL | 9295 | Meer afbeeldingen |
| Boerderij, met dwars op de stal gebouwd woonhuis, dat een rieten schilddak en een gepleisterde voorgevel met zesruitsramen en luiken heeft | Boerderij                 | eerste helft 19e eeuw  |             | Elzendweg 13        | 51° 51' 21" NB, 5° 40' 17" OL | 9296 | Meer afbeeldingen |
| Boerderij | Boerderij                 | 1866 (jaartalsteentje) |             | Dorpsstraat 10      | 51° 51' 3" NB, 5° 39' 42" OL  | 9297 | Boerderij         |
| R.K. pastorie | Kerkelijke dienstwoning   | ca. 1840               |             | Dorpsstraat 46      | 51° 51' 2" NB, 5° 39' 56" OL  | 9298 | Meer afbeeldingen |
| Rooms katholieke kerk St. Anna | Kerk en kerkonderdeel     | 1894                   | C. Franssen | Dorpsstraat 48      | 51° 51' 1" NB, 5° 39' 56" OL  | 9299 | Meer afbeeldingen |
| Herenhuis met verdieping en met riet bedekt schilddak                                                                                      | Woonhuis                  | eerste helft 19e eeuw  |             | Dorpsstraat 92      | 51° 50' 56" NB, 5° 40' 3" OL  | 9301 | Meer afbeeldingen |
| Poortje O.L. Vrouw ter Nood Gods | Vanwege onderdelen kerk   | eerste helft 14e eeuw  |             | Molenweg bij 55     | 51° 51' 21" NB, 5° 40' 31" OL | 9302 | Meer afbeeldingen |
| De Verrekijker | Industrie- en poldermolen | 1904                   |             | Molenweg 53         | 51° 51' 20" NB, 5° 40' 30" OL | 9303 | Meer afbeeldingen |
| Boerderij met rieten schilddak en in de voorgevel vensters met luiken en zesruitsschuiframen                                               | Boerderij                 | ca. 1800               |             | Uilengat 12         | 51° 50' 59" NB, 5° 39' 41" OL | 9304 | Meer afbeeldingen |
| Hervormde kerk Bergharen | Kerk en kerkonderdeel     | 15e eeuw en later      |             | Veldsestraat 10     | 51° 50' 53" NB, 5° 39' 52" OL | 9305 | Meer afbeeldingen |
| Toren | Kerk en kerkonderdeel     |                        |             | Veldsestraat bij 10 | 51° 50' 53" NB, 5° 39' 52" OL | 9306 | Meer afbeeldingen |
| Boerderij met rieten schilddak | Boerderij                 | midden 19e eeuw        |             | Wijksestraat 25     | 51° 51' 2" NB, 5° 40' 30" OL  | 9307 | Meer afbeeldingen |